# Carlos Brilhante Ustra
Carlos Alberto Brilhante Ustra, né le 28 juillet 1932 et mort le 15 octobre 2015, est un officier de l'Armée de terre brésilienne. Persécuteur et tortionnaire, il est vu aujourd'hui comme un symbole de la dictature militaire au Brésil. Il commit de multiples crimes et violations aux droits de l'homme. En 2008, il devient le premier homme militaire brésilien à être officiellement reconnu comme bourreau de la dictature par les cours du pays. Ses actions furent rappelées au grand jour après les récits de la famille Telles, dont plusieurs membres furent torturés dans les prisons du régime. Cependant, l'amnistie de 1979 ( avant la fin de la dictature ) empêchait tout procès.

## Biographie

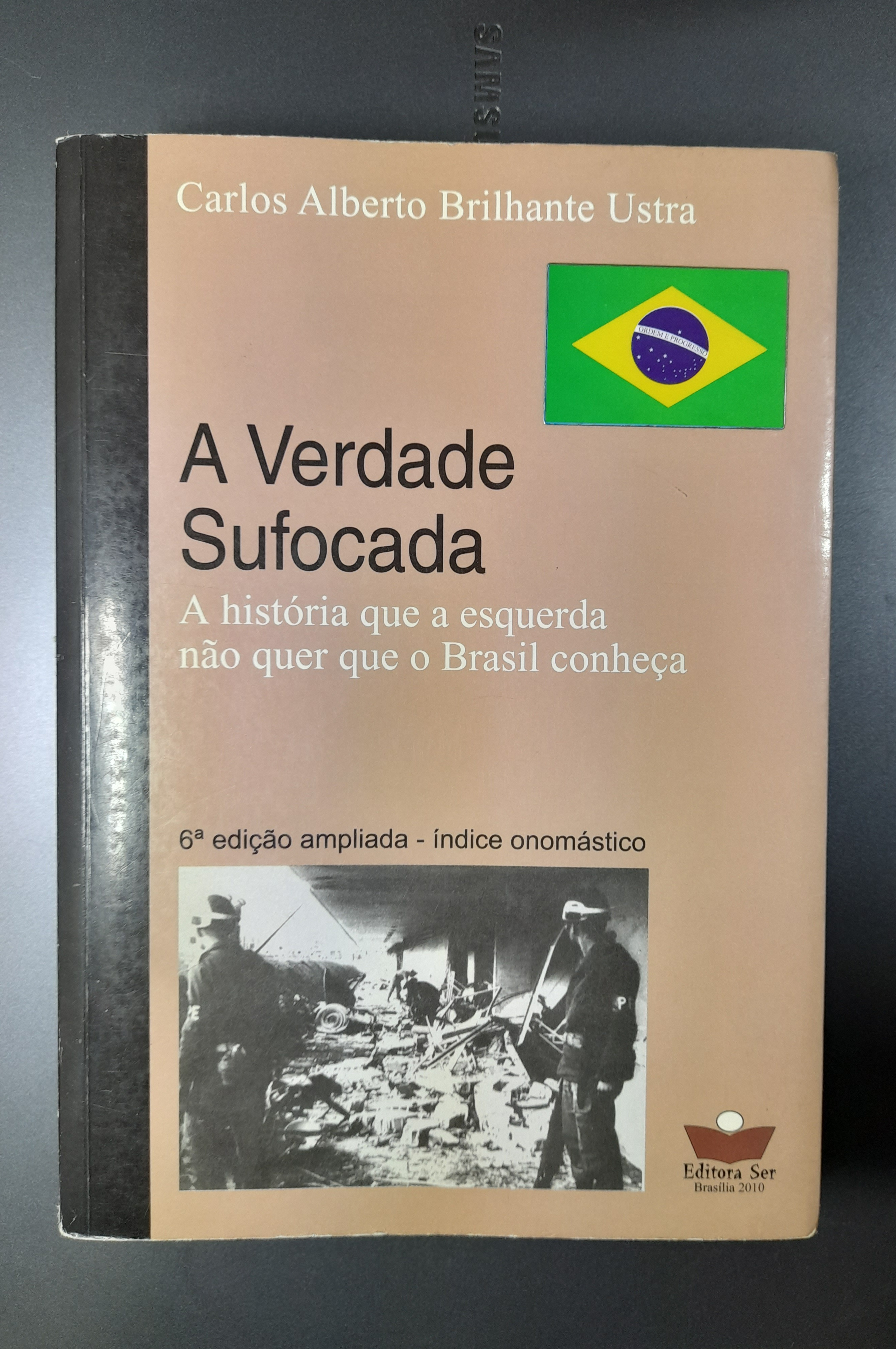
Livro

Carlos Alberto Brilhante Ustra est né à Santa Maria et a été à la tête du DOI-CODI (en) de la seconde armée, de 1970 à 1974, surnommé par son nom de code Dr. Tibiriçá.
En 1970, durant la dictature militaire, il torture Dilma Rousseff, qui deviendra présidente du Brésil en 2011.
En 2008, Carlos Brilhante Ustra devient le premier responsable militaire à être  reconnu, par un tribunal civil à São Paulo, en tant que tortionnaire durant la dictature. Il continue ensuite à être actif en politique. 
Il est condamné en 2012 pour la mort du journaliste Luiz Eduardo Merlino, mort durant la dictature militaire brésilienne. La journaliste Tatiana Merlino, nièce de Luiz Eduardo Merlino, a mené l'accusation contre Carlos Alberto Brilhante Ustra.
Il meurt d'une pneumonie le 15 octobre 2015 dans un hôpital à Brasilia.